# Agnes Falls
Agnes Falls är ett vattenfall i Australien. Det ligger i delstaten Victoria, omkring 150 kilometer sydost om delstatshuvudstaden Melbourne.
Runt Agnes Falls är det mycket glesbefolkat, med 4 invånare per kvadratkilometer.. 
I omgivningarna runt Agnes Falls växer i huvudsak städsegrön lövskog. Genomsnittlig årsnederbörd är 1 301 millimeter. Den regnigaste månaden är juni, med i genomsnitt 181 mm nederbörd, och den torraste är januari, med 57 mm nederbörd.